# Бриджпорт (Калифорния)
Бриджпорт (англ. Bridgeport) — статистически обособленная местность в штате Калифорния, США. Она является административным центром округа Моно. В 2010 году в местности проживали 575 человека.
Почтовый офис поселения был открыт в 1864 году. Бриджпорт известен как курортное место, вблизи находятся геотермальные источники, множество озёр (водохранилище Бриджпорта, Туин-Лейкс, Виргиния-Лейкс) и рек (Грин-Крик, Ист-Уолкер-Ривер) с форелью. В местности проводятся турниры по рыболовству. Зимой распространены зимние виды спорта: коньки, лыжи, прогулки на снегоступах, собачьих упряжках, катание на снегоходах. В 30 км от местности расположен Учебный центр горной подготовки Корпуса морской пехоты США. Около Бриджпорта находится резервация племени пайютов площадью 290 000 м².

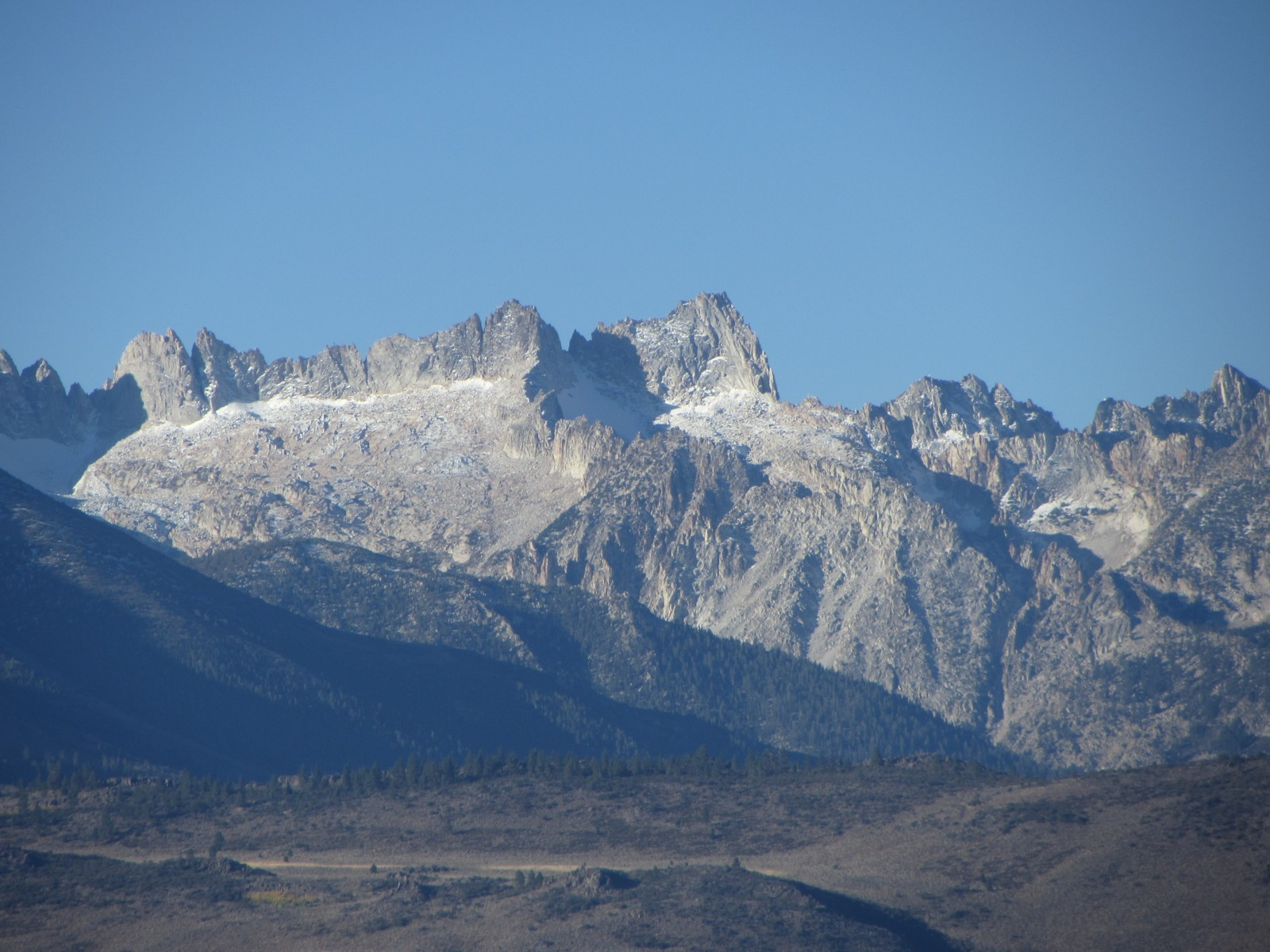
Вид на запад от местности

## Географическое положение
По данным Бюро переписи населения США Бриджпорт имеет площадь 56,3 квадратных километров. Местность находится в долине Бриджпорта на высоте 1970 м.

## Население
| Год переписи | Нас. |  | %±   |
| ------------ | ---- |  | ---- |
| 2010         | 575  |  | —    |
| 2017         | 629  |  | 9,4% |

По данным переписи 2010 года население Бриджпорта составляло 575 человек (из них 50,8 % мужчин и 49,2 % женщин), в местности было 257 домашнее хозяйство и 155 семей. Расовый состав: белые — 84,2 %, коренные американцы — 7,5 % афроамериканцы — 0,2 %, азиаты — 0,2 % и представители двух и более рас — 3,7 %. 25,7 % населения города — латиноамериканцы (22,6 % мексиканцев).
Из 257 домашнего хозяйства 60,3 % представляли собой семьи: 48,2 % совместно проживающих супружеских пар (18,3 % с детьми младше 18 лет); 8,6 % — женщины, проживающие без мужей и 3,5 % — мужчины, проживающие без жён. 39,7 % не имели семьи. В среднем домашнее хозяйство ведут 2,18 человека, а средний размер семьи — 2,83 человека. В одиночестве проживали 34,2 % населения, 10,1 % составляли одинокие пожилые люди (старше 65 лет).
Население местности по возрастному диапазону по данным переписи 2010 года распределилось следующим образом: 20,7 % — жители младше 18 лет, 3,0 % — между 18 и 21 годами, 59,1 % — от 21 до 65 лет и 17,2 % — в возрасте 65 лет и старше. Средний возраст населения — 45,5 лет. На каждые 100 женщин в Бриджпорте приходилось 103,2 мужчин, при этом на 100 совершеннолетних женщин приходилось уже 104,5 мужчины сопоставимого возраста.
В 2017 году из 629 человек старше 16 лет имели работу 347. При этом мужчины имели медианный доход в 31 756 долларов США в год против 50 395 долларов среднегодового дохода у женщин. В 2017 году медианный доход на семью оценивался в 68 750 $, на домашнее хозяйство — в 48 267 $. Доход на душу населения — 25 172 $ в год.